# Congonhas do Norte
Pour les articles homonymes, voir Congonhas (homonymie).
Congonhas do Norte est une municipalité brésilienne de l'État du Minas Gerais et la microrégion de Conceição do Mato Dentro.